# 尚志乡
尚志乡，是中华人民共和国辽宁省朝阳市朝阳县下辖的一个乡镇级行政单位。

## 行政区划
尚志乡下辖以下地区：
尚志村、范家沟村、大车户村、米家沟村、郑杖子村、二车户村和冯杖子村。